# Тодор Карапетков
Тодор Иванов Карапетков е активен участник в подготовката на Априлското въстание в село Копривщица.
Като човек, занимаващ се с търговия, Карапетков пътува усилено между Копривщица, Филибе и околните селища. Това му служи, за да укрива оръжие измежду стоките, които пренася във връзка с бъдещия бунт. На място взима участие в общото дело, като лее куршуми и дарява три коня. По време на самото въстание е член като съгледвач на Комитетскста стража.
След разгрома на въстанието Тодор Карапетков е арестуван и конвоиран в Пловдив, а по-късно и в София. Освободен е по настояване на Международната комисия при разследване на жестокостите при потушаване на въстанието.
След време Тодор предприема пътуване до Сърбия, като по пътя дотам, близо до Цариброд попада на овчар на голямо стадо овце и става негов помощник. С тях той пътува до Мала Азия, където се запознава с други избягали затворници и след известни перипетии се завръща в Копривщица. Създал семейство с Анна Цакова по идея на баща си, започва да се занимава с производство на кашкавал. Баща му е изучил занаята при прочутия майстор на кашкавал Аврам Пано. С труд и усилия Тодор създава мандри в копривщенските местности Азан, Чумина и Климаш. Така започва търговия, с която стига дори до Цариград.
Превърнал се в създател на българската млекопреработвателна промишленост, Тодор Карапетков на Международното търговско изложение печели златен медал и диплом за най-качествен кашкавал. След като се позамогнало семейството му, с припечелените средства подпомага бедни граждани на Копривщица.